# Смор
Смор (англ. S’more от англ. some more — «ещё немного») — традиционный американский десерт, изготавливаемый на огне, зачастую в летних лагерях в США, Мексике и других странах. Состоит из поджаренного маршмэллоу и шоколада, между двумя «грэм-крекерами». Под воздействием тепла  растопленный шоколад плавится, соединяя два крекера. Происхождение десерта неизвестно, но первый рецепт опубликовали в «Tramping and Trailing with the Girl Scouts» в 1927 году. Рецепт был записан Лореттой Скот Кру.

## Этимология
Смор является стяжением фразы «ещё немного» (англ. some more). Первый опубликованный рецепт для смора найден в книге рецептов, изданной компанией Campfire Marshmallows в 1920-х годах, где он назывался «сэндвич с крекерами Грэма». В тексте указывалось, что смор уже был популярен как среди бойскаутов Америки, так и среди девочек-скаутов США. В 1927 году рецепт «S’more» был опубликован в книге Tramping and Trailing with the Girl Scouts. Сокращенный термин «s’mores» появляется вместе с рецептом в публикации 1938 года, изданной специально для летних лагерей.
Рецепт 1956 года использует название «S’Mores» и перечисляет ингредиенты как «сэндвич из двух крекеров Грэма, поджаренного зефира и 1⁄2 плитки шоколада». В кулинарной книге Бетти Крокер 1957 года содержится подобный рецепт под названием «s’mores». В издании 1958 года «Внутришкольный и рекреационный спорт для средней школы и колледжа» говорится о «тостах из зефира» и сэндвичах «s’mores», как и в его предшественнике, опубликованном в 1949 году.

## Приготовление
Сморы традиционно готовят на костре, но их также можно приготовить дома в духовке или в микроволновой печи. Маршмэллоу обычно нанизывается на металлический или деревянный шампур и нагревается над огнём, пока он не станет золотисто-коричневым. Затем добавляется тёплый зефир поверх половины крекера Грэма и кусочка шоколада. Вторая половина крекера кладется сверху

## Виды
Различные кондитерские изделия, содержащие крекер Грэма, шоколад и зефир, часто продаются как разновидности сморов, но они необязательно нагреваются или подаются в той же форме, как традиционные сморы. Одними из примеров являются изделия компании Hershey's. Печенье от Pop-Tarts также является разновидностью сморов.

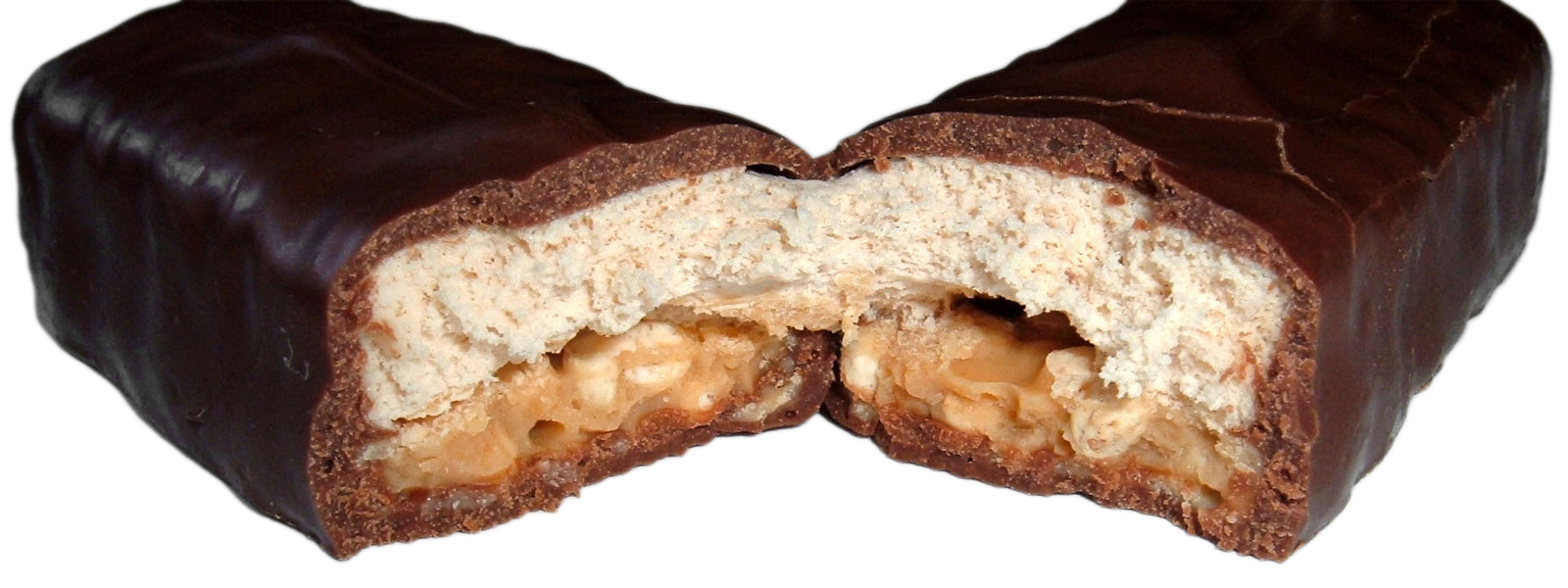
Сморы компании Hershey's в разрезе
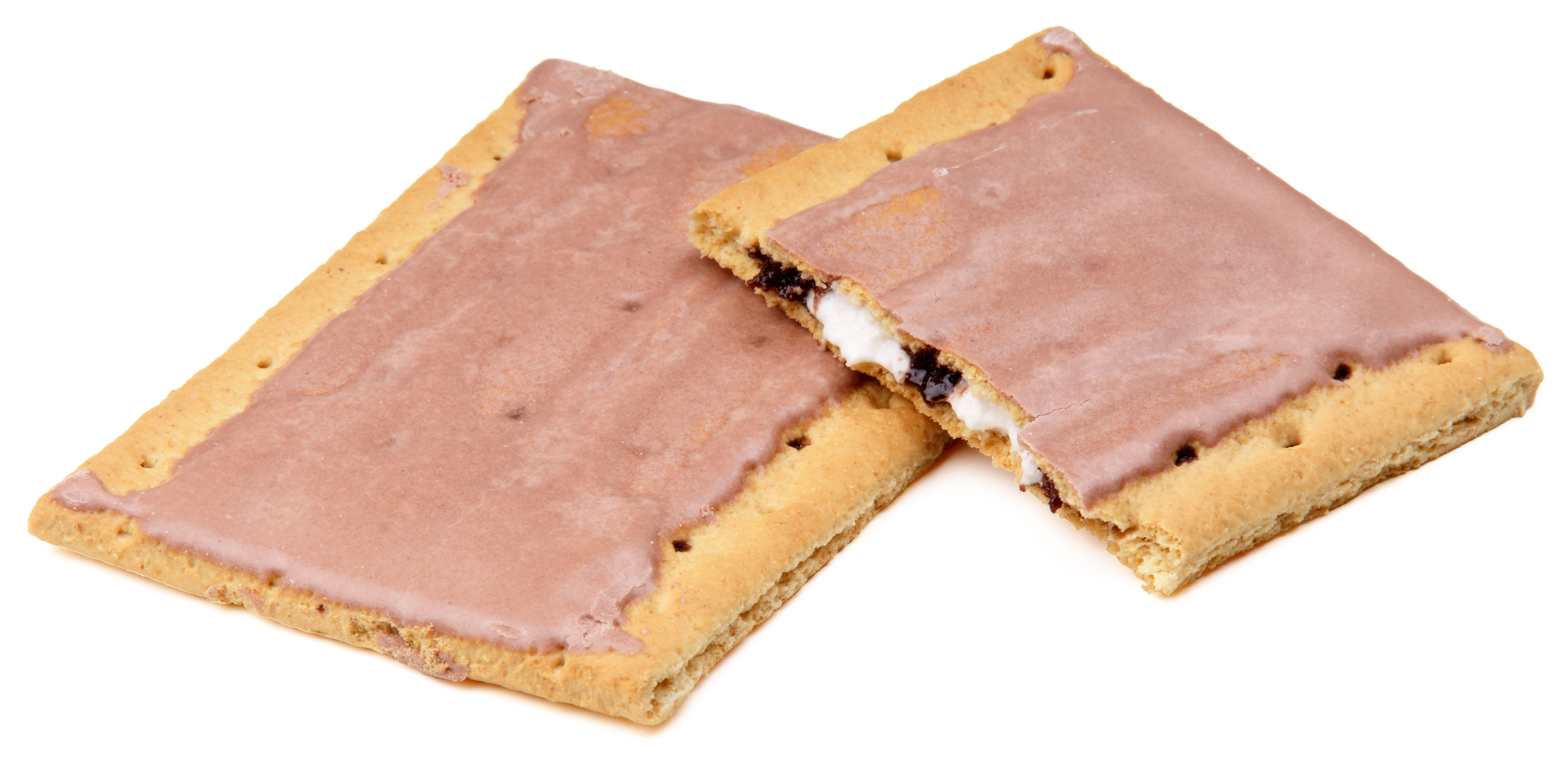
Сморы в виде печенья Pop-Tarts
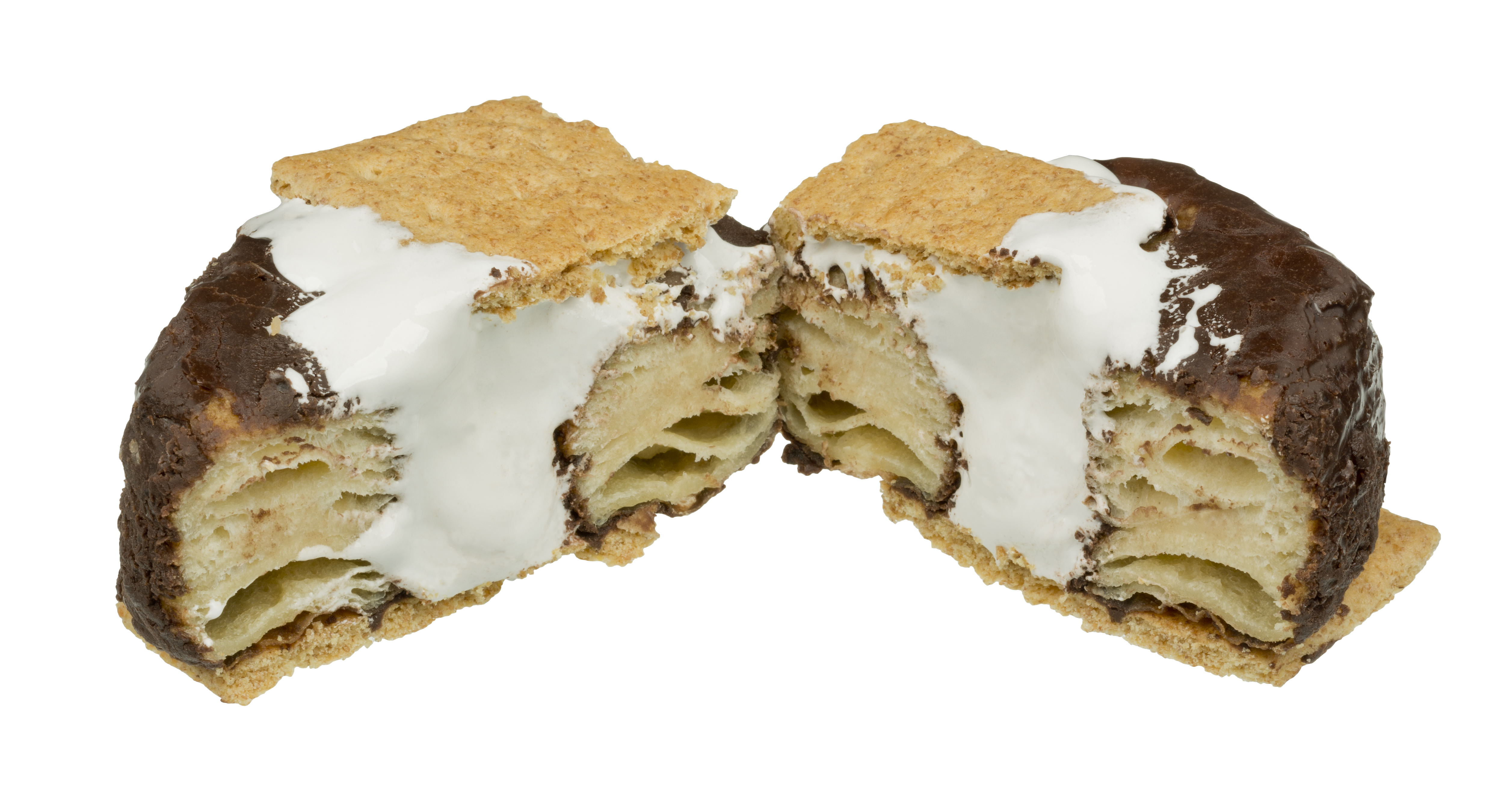
Сморы в виде крончиков  из Donut Pub
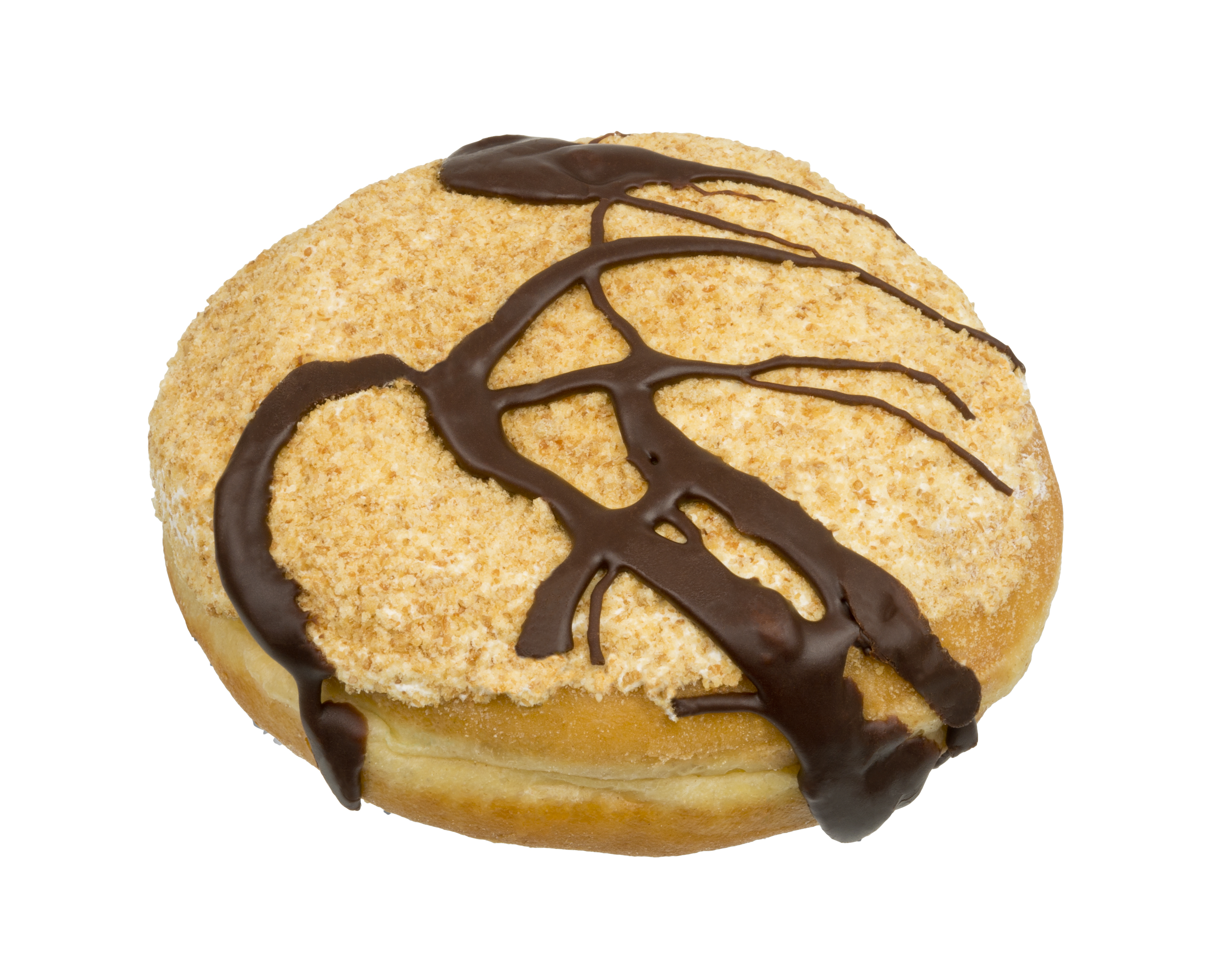
Сморы в виде пончиков из Peter Pan Bakery
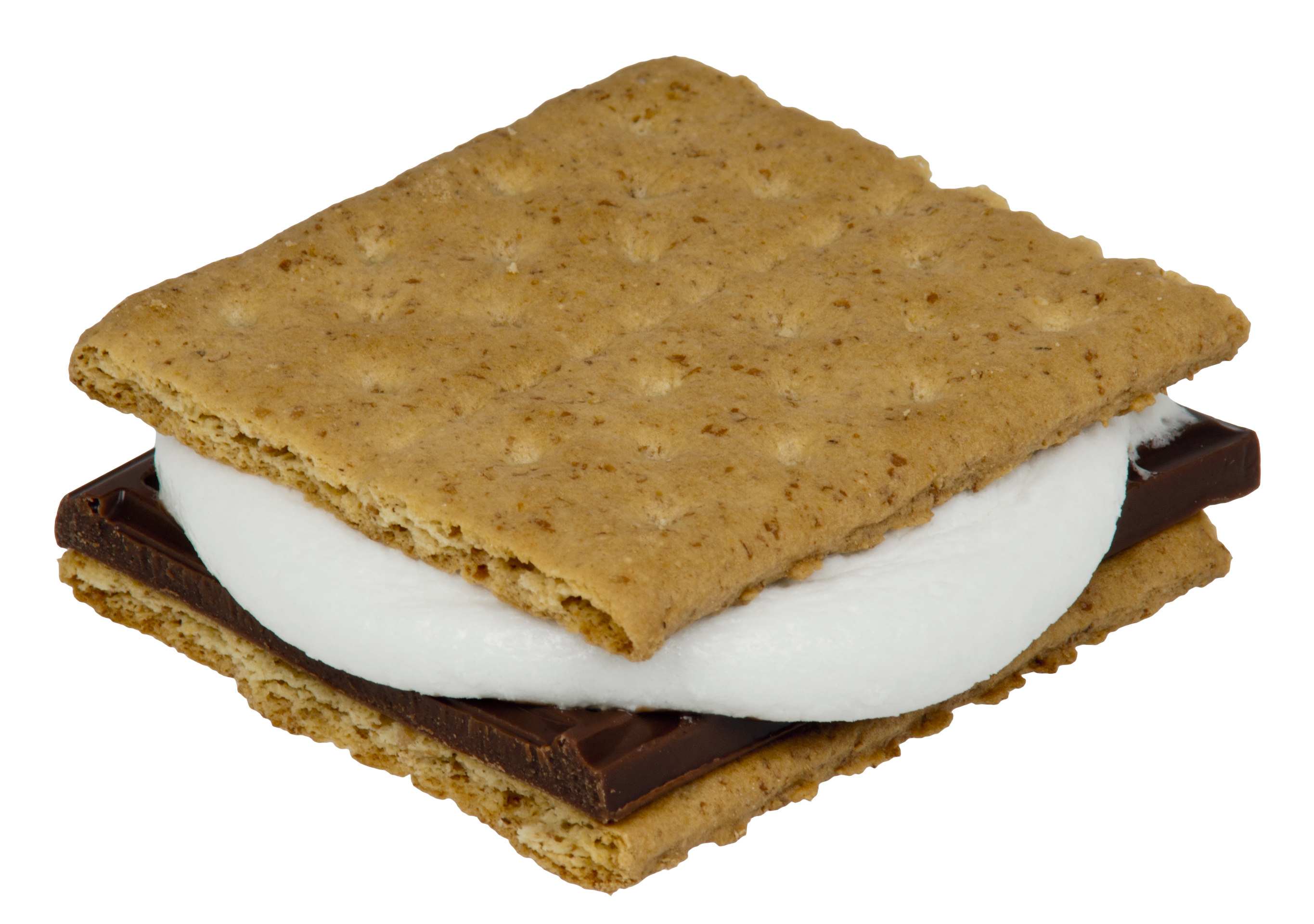